# 巴卢冈伊什
巴卢冈伊什是葡萄牙布拉加区的一个堂区。总面积2.98平方公里，总人口863人，人口密度289.6人/平方公里。